# فهرست جایزه‌ها و نامزدی‌های تاپ گان: ماوریک
تاپ گان: ماوریک فیلم درام اکشن آمریکایی محصول سال ۲۰۲۲ به کارگردانی جوزف کوشینسکی و نویسندگی ایرن کروگر، اریک وارن سینگر و کریستوفر مک‌کوری از داستانی اثر پیتر کریگ و جاستین مارکس است. این فیلم دنباله تاپ گان (۱۹۸۶) است، و تام کروز، وال کیلمر، مایلز تلر، جنیفر کانلی، جان هم، گلن پاول، لوئیس پولمن و اد هریس در آن نقش‌آفرینی می‌کنند. در این فیلم، کاپیتان پیت «ماوریک» میچل در حالی که گروهی از فارغ‌التحصیلان جوان‌تر «تاپ گان»، از جمله پسر بهترین دوست فوت‌شده‌اش، را برای یک مأموریت خطرناک آموزش می‌دهد، با گذشته‌اش روبرو می‌شود.
تاپ گان: ماوریک در ۲۸ آوریل ۲۰۲۲ در سینماکان نمایش داده شد، و در ۲۷ مه در ایالات متحده منتشر شد. این فیلم با بودجه تولید ۱۷۰ میلیون دلار ساخته شده‌است ، و بیش از ۱٫۴۸۹ میلیارد دلار فروش داشته‌است، که به‌عنوان دومین فیلم پرفروش سال ۲۰۲۲ و پردرآمدترین فیلم دوران حرفه‌ای کروز، اکران سینمایی خود را به پایان رساند. در وب‌سایت بازبینی جمعی راتن تومیتوز، ۹۶٪ از ۴۵۰ بررسی منتقدین مثبت است، و این فیلم امتیاز ۸٫۲/۱۰ را در اختیار دارد.
تاپ گان: ماوریک جایزه‌ها و نامزدی‌های مختلفی دریافت کرده‌است؛ این فیلم ۲ نامزدی گلدن گلوب را در هشتادمین مراسم به دست آورد و همچنین ۶ نامزدی در نود و پنجمین دوره جوایز اسکار از جمله بهترین فیلم، بهترین فیلمنامه اقتباسی، بهترین ترانه اصلی، بهترین تدوین و بهترین جلوه‌های بصری به همراه داشت که در نتیجه برندهٔ جایزه اسکار بهترین صداگذاری شد. علاوه بر دو جایزه هیئت ملی بازبینی فیلم، این فیلم به عنوان یکی از ده فیلم برتر سال ۲۰۲۲ توسط انستیتوی فیلم آمریکا انتخاب شده‌است. این فیلم سه نامزدی از شش نامزدی چهل و هفتمین جوایز ساترن را نیز به دست آورد.

## جوایز و نامزدی‌ها
| جایزه                                      | تاریخ مراسم              | رده                                                                    | دریافت کننده | نتیجه     | منبع          |
| ------------------------------------------ | ------------------------ | ---------------------------------------------------------------------- | --- | --------- | ------------- |
| جوایز اکتا                                 | ۲۴ فوریه ۲۰۲۳            | بهترین فیلم                                                            | تاپ گان: ماوریک | نامزدشده  | [ ۱۱ ] [ ۱۲ ] |
| جوایز فیلم‌های ای‌ای‌آرپی برای بزرگسالان      | ۲۸ ژانویه ۲۰۲۳           | بهترین فیلم برای بزرگسالان                                             | تاپ گان: ماوریک | برنده     | [ ۱۳ ] [ ۱۴ ] |
| جوایز فیلم‌های ای‌ای‌آرپی برای بزرگسالان      | ۲۸ ژانویه ۲۰۲۳           | بهترین بازیگر مرد                                                      | تام کروز | نامزدشده  | [ ۱۳ ] [ ۱۴ ] |
| جوایز اسکار                                | ۱۲ مارس ۲۰۲۳             | بهترین فیلم                                                            | تام کروز، کریستوفر مک‌کوری، دیوید الیسون، و جری بروکهایمر | نامزدشده  | [ ۱۵ ]        |
| جوایز اسکار                                | بهترین فیلم‌نامه اقتباسی  | ایرن کروگر، اریک وارن سینگر، و کریستوفر مک‌کوری                         | نامزدشده |           | [ ۱۵ ]        |
| جوایز اسکار                                | بهترین ترانه             | لیدی گاگا و بلادپاپ برای «دستم را بگیر»                                | نامزدشده |           | [ ۱۵ ]        |
| جوایز اسکار                                | بهترین صداگذاری          | مارک وینگارتن، جیمز اچ. ماتر، ال نلسون، کریس بردون و مارک تیلور        | برنده |           | [ ۱۵ ]        |
| جوایز اسکار                                | بهترین تدوین             | ادی همیلتون                                                            | نامزدشده |           | [ ۱۵ ]        |
| جوایز اسکار                                | بهترین جلوه‌های تصویری    | رایان تودهوپ، ست هیل، برایان لیتسون و اسکات آر فیشر                    | نامزدشده |           | [ ۱۵ ]        |
| اتحادیه زنان روزنامه‌نگار سینمایی           | ۵ ژانویه ۲۰۲۳            | بهترین فیلمبرداری                                                      | کلادیو میراندا | برنده     | [ ۱۶ ] [ ۱۷ ] |
| اتحادیه زنان روزنامه‌نگار سینمایی           | ۵ ژانویه ۲۰۲۳            | بهترین تدوین                                                           | ادی همیلتون | نامزدشده  | [ ۱۶ ] [ ۱۷ ] |
| جوایز ویراستاران سینمای آمریکا             | ۵ مارس ۲۰۲۳              | بهترین فیلم بلند تدوین شده – دراماتیک                                  | ادی همیلتون | برنده     | [ ۱۸ ]        |
| جوایز مؤسسه فیلم آمریکا                    | ۹ دسامبر ۲۰۲۲            | ۱۰ فیلم برتر سال                                                       | تاپ گان: ماوریک | برنده     | [ ۱۹ ]        |
| جوایز موسیقی آمریکا                        | ۲۰ نوامبر ۲۰۲۲           | موسیقی متن برتر                                                        | تاپ گان: ماوریک | نامزدشده  | [ ۲۰ ]        |
| انجمن فیلم‌برداران آمریکا                   | ۵ مارس ۲۰۲۳              | بهترین فیلمبرداری                                                      | کلادیو میراندا | نامزدشده  | [ ۲۱ ]        |
| جوایز انجمن کارگردانان هنری                | ۱۸ فوریه ۲۰۲۳            | برتری در طراحی تولید برای یک فیلم معاصر                                | جرمی هیندل | نامزدشده  | [ ۲۲ ]        |
| جوایز آرتیوس                               | ۹ مارس ۲۰۲۳              | جایزه تسایت گایست                                                      | دنیز چمیان و جوردانا ساپیورکا | نامزدشده  | [ ۲۳ ]        |
| جوایز انجمن منتقدان فیلم آستین             | ۱۰ ژانویه ۲۰۲۳           | بهترین فیلم                                                            | تاپ گان: ماوریک | نامزدشده  | [ ۲۴ ] [ ۲۵ ] |
| جوایز انجمن منتقدان فیلم آستین             | ۱۰ ژانویه ۲۰۲۳           | بهترین بازیگر مرد                                                      | تام کروز | نامزدشده  | [ ۲۴ ] [ ۲۵ ] |
| جوایز انجمن منتقدان فیلم آستین             | ۱۰ ژانویه ۲۰۲۳           | بهترین فیلمبرداری                                                      | کلادیو میراندا | نامزدشده  | [ ۲۴ ] [ ۲۵ ] |
| جوایز انجمن منتقدان فیلم آستین             | ۱۰ ژانویه ۲۰۲۳           | بهترین تدوین فیلم                                                      | ادی همیلتون | نامزدشده  | [ ۲۴ ] [ ۲۵ ] |
| جوایز انجمن منتقدان فیلم آستین             | ۱۰ ژانویه ۲۰۲۳           | بهترین هماهنگ‌کننده بدلکاری                                             | کوین لاروزا جونیور و کیسی اونیل | نامزدشده  | [ ۲۴ ] [ ۲۵ ] |
| جوایز انجمن منتقدان فیلم آستین             | ۱۰ ژانویه ۲۰۲۳           | جایزه افتخاری ویژه                                                     | گلن پاول | برنده     | [ ۲۴ ] [ ۲۵ ] |
| جوایز فیلم بفتا                            | ۱۹ فوریه ۲۰۲۳            | جایزه بفتای بهترین فیلم‌برداری                                          | کلادیو میراندا | نامزدشده  | [ ۲۶ ]        |
| جوایز فیلم بفتا                            | ۱۹ فوریه ۲۰۲۳            | جایزه بفتای بهترین تدوین                                               | ادی همیلتون | نامزدشده  | [ ۲۶ ]        |
| جوایز فیلم بفتا                            | ۱۹ فوریه ۲۰۲۳            | بهترین صدا                                                             | کریس بردون، جیمز اچ. ماتر، آل نلسون، مارک تیلور و مارک وینگارتن | نامزدشده  | [ ۲۶ ]        |
| جوایز فیلم بفتا                            | ۱۹ فوریه ۲۰۲۳            | بهترین جلوه‌های ویژه بصری                                               | اسکات آر فیشر، ست هیل، برایان لیتسون و رایان تودهوپ | نامزدشده  | [ ۲۶ ]        |
| جوایز موقعیت مکانی کالیفرنیا               | ۱۴ نوامبر ۲۰۲۲           | مدیر مکان سال - ویژگی استودیو                                          | مایک فانتزیا | برنده     | [ ۲۷ ]        |
| جوایز موقعیت مکانی کالیفرنیا               | ۴ دسامبر ۲۰۲۲            | مدیر موقعیت مکانی سال – موزیک ویدیو                                    | مارک زکانیس برای «دستم را بگیر» | برنده     | [ ۲۸ ]        |
| جوایز جشنواره بین‌المللی فیلم کاپری هالیوود | ۴ ژانویه ۲۰۲۳            | بهترین فیلمبرداری                                                      | کلادیو میراندا | برنده     | [ ۲۹ ] [ ۳۰ ] |
| جوایز جشنواره بین‌المللی فیلم کاپری هالیوود | ۴ ژانویه ۲۰۲۳            | بهترین تدوین                                                           | ادی همیلتون | برنده     | [ ۲۹ ] [ ۳۰ ] |
| جوایز جشنواره بین‌المللی فیلم کاپری هالیوود | ۴ ژانویه ۲۰۲۳            | بهترین جلوه‌های بصری                                                    | تاپ گان: ماوریک | برنده     | [ ۲۹ ] [ ۳۰ ] |
| انجمن منتقدان فیلم شیکاگو                  | ۱۴ دسامبر ۲۰۲۲           | جایزه انجمن منتقدان فیلم شیکاگو برای بهترین فیلمبرداری                 | کلادیو میراندا | نامزدشده  | [ ۳۱ ] [ ۳۲ ] |
| انجمن منتقدان فیلم شیکاگو                  | ۱۴ دسامبر ۲۰۲۲           | بهترین استفاده از جلوه‌های بصری                                         | تاپ گان: ماوریک | نامزدشده  | [ ۳۱ ] [ ۳۲ ] |
| جوایز انجمن صوت سینما                      | ۴ مارس ۲۰۲۳              | دستاورد برجسته در میکس صدا برای یک فیلم لایو اکشن                      | مارک وینگارتن، کریس بردون، مارک تیلور، آل کلی، استیون لیپسون و بلیک کالینز | برنده     | [ ۳۳ ]        |
| جوایز انجمن طراحان لباس                    | ۲۷ فوریه ۲۰۲۳            | برتری در فیلم معاصر                                                    | مارلین استوارت | نامزدشده  | [ ۳۴ ]        |
| جوایز فیلم به انتخاب منتقدان               | ۱۵ ژانویه ۲۰۲۳           | جایزه سینمایی انتخاب منتقدان برای بهترین فیلم                          | تاپ گان: ماوریک | نامزدشده  | [ ۳۵ ]        |
| جوایز فیلم به انتخاب منتقدان               | ۱۵ ژانویه ۲۰۲۳           | جایزه سینمایی انتخاب منتقدان برای بهترین بازیگر مرد                    | تام کروز | نامزدشده  | [ ۳۵ ]        |
| جوایز فیلم به انتخاب منتقدان               | ۱۵ ژانویه ۲۰۲۳           | بهترین فیلمبرداری                                                      | کلادیو میراندا | برنده     | [ ۳۵ ]        |
| جوایز فیلم به انتخاب منتقدان               | ۱۵ ژانویه ۲۰۲۳           | جایزه سینمایی انتخاب منتقدان برای بهترین تدوین                         | ادی همیلتون | نامزدشده  | [ ۳۵ ]        |
| جوایز فیلم به انتخاب منتقدان               | ۱۵ ژانویه ۲۰۲۳           | بهترین آهنگ                                                            | «دستم را بگیر» | نامزدشده  | [ ۳۵ ]        |
| جوایز فیلم به انتخاب منتقدان               | ۱۵ ژانویه ۲۰۲۳           | جایزه سینمایی انتخاب منتقدان برای بهترین جلوه‌های بصری                  | تاپ گان: ماوریک | نامزدشده  | [ ۳۵ ]        |
| جایزه برتر گزینش منتقدان                   | جایزه برتر گزینش منتقدان | بهترین فیلم اکشن                                                       | تاپ گان: ماوریک | در انتظار | [ ۳۶ ]        |
| جایزه برتر گزینش منتقدان                   | جایزه برتر گزینش منتقدان | بهترین بازیگر مرد در یک فیلم اکشن                                      | تام کروز | در انتظار | [ ۳۶ ]        |
| جایزه برتر گزینش منتقدان                   | جایزه برتر گزینش منتقدان | بهترین بازیگر زن در یک فیلم اکشن                                       | جنیفر کانلی | در انتظار | [ ۳۶ ]        |
| انجمن منتقدان فیلم دالاس‌فورت وورث          | ۱۹ دسامبر ۲۰۲۲           | 10 فیلم برتر                                                           | تاپ گان: ماوریک | پنجم شد   | [ ۳۷ ]        |
| انجمن منتقدان فیلم دالاس‌فورت وورث          | ۱۹ دسامبر ۲۰۲۲           | جایزه انجمن منتقدان فیلم دالاس‌فورت وورث برای بهترین بازیگر نقش اول مرد | تام کروز | نامزدشده  | [ ۳۷ ]        |
| انجمن منتقدان فیلم دالاس‌فورت وورث          | ۱۹ دسامبر ۲۰۲۲           | بهترین فیلمبرداری                                                      | کلادیو میراندا | رتبه دوم  | [ ۳۷ ]        |
| جایزه انجمن کارگردانان آمریکا              | ۱۸ فوریه ۲۰۲۳            | کارگردانی برجسته – فیلم بلند                                           | جوزف کوشینسکی | نامزدشده  | [ ۳۸ ]        |
| حلقه منتقدان فیلم فلوریدا                  | ۲۲ دسامبر ۲۰۲۲           | بهترین فیلمبرداری                                                      | کلادیو میراندا | رتبه دوم  | [ ۳۹ ] [ ۴۰ ] |
| حلقه منتقدان فیلم فلوریدا                  | ۲۲ دسامبر ۲۰۲۲           | بهترین جلوه‌های بصری                                                    | تاپ گان: ماوریک | نامزدشده  | [ ۳۹ ] [ ۴۰ ] |
| انجمن منتقدان فیلم جورجیا                  | ۱۳ ژانویه ۲۰۲۳           | بهترین تصویر                                                           | تاپ گان: ماوریک | رتبه دوم  | [ ۴۱ ] [ ۴۲ ] |
| انجمن منتقدان فیلم جورجیا                  | ۱۳ ژانویه ۲۰۲۳           | بهترین فیلمبرداری                                                      | کلادیو میراندا | برنده     | [ ۴۱ ] [ ۴۲ ] |
| انجمن منتقدان فیلم جورجیا                  | ۱۳ ژانویه ۲۰۲۳           | بهترین ترانه اصلی                                                      | لیدی گاگا، بلادپاپ، و بنجامین رایس برای «دستم را بگیر» | برنده     | [ ۴۱ ] [ ۴۲ ] |
| جوایز گلدن گلوب                            | ۱۰ ژانویهٔ ۲۰۲۳           | بهترین فیلم – درام                                                     | تاپ گان: ماوریک | نامزدشده  | [ ۴۳ ]        |
| جوایز گلدن گلوب                            | ۱۰ ژانویهٔ ۲۰۲۳           | بهترین ترانه غیراقتباسی                                                | لیدی گاگا، بلادپاپ، و بنجامین رایس برای «دستم را بگیر» | نامزدشده  | [ ۴۳ ]        |
| جوایز قرقره طلایی                          | ۲۶ فوریه ۲۰۲۳            | دستاورد برجسته در تدوین صدا - گفتگو و ADR برای فیلم بلند               | بیورن اوله شرودر، جیمز ماتر، آل نلسون، کریس گریدلی، سایمون چیس، متیو هارتمن، مایکل ماروساس و گوندولین یتس ویتل                                                                                             | نامزدشده  | [ ۴۴ ] [ ۴۵ ] |
| جوایز قرقره طلایی                          | ۲۶ فوریه ۲۰۲۳            | دستاورد برجسته در تدوین صدا - جلوه‌های صوتی و فولی برای فیلم بلند       | آل نلسون، جیمز ماتر، بیورن اوله شرودر، کریستوفر بویز، جد لوگران، بنجامین آ. برت، اسکات گیتیو، روآن واتسون، کیان بایهوی یانگ، لوک دان گیلمودا، دیمیتری ماکاروف، دیوید مکی، جانا ونس، رونی براون، و شلی رودن | برنده     | [ ۴۴ ] [ ۴۵ ] |
| جایزه تریلر طلایی                          | ۲۲ ژوئیه ۲۰۲۱            | بهترین تریلر بلاک‌باستر تابستان ۲۰۲۲                                    | «الیت» (MOCEAN) | نامزدشده  | [ ۴۶ ]        |
| جایزه تریلر طلایی                          | ۲۲ ژوئیه ۲۰۲۱            | بهترین تریلر                                                           | «سرویس» (AV Squad) | نامزدشده  | [ ۴۶ ]        |
| جایزه تریلر طلایی                          | ۲۲ ژوئیه ۲۰۲۱            | بهترین اسپات اکشن تلویزیونی                                            | «پایان سوپر بول» (AV Squad) | برنده     | [ ۴۶ ]        |
| جایزه تریلر طلایی                          | ۶ اکتبر ۲۰۲۲             | بهترین برنامه                                                          | «بازگشت» (AV Squad) | برنده     | [ ۴۷ ] [ ۴۸ ] |
| جایزه تریلر طلایی                          | ۶ اکتبر ۲۰۲۲             | بهترین اکشن                                                            | «بازگشت» (AV Squad) | برنده     | [ ۴۷ ] [ ۴۸ ] |
| جایزه تریلر طلایی                          | ۶ اکتبر ۲۰۲۲             | بهترین تریلر بلاک‌باستر تابستان ۲۰۲۲                                    | «بازگشت» (AV Squad) | برنده     | [ ۴۷ ] [ ۴۸ ] |
| جایزه تریلر طلایی                          | ۶ اکتبر ۲۰۲۲             | بهترین اکشن/دلهره‌آور تریلربایت برای یک فیلم بلند                       | «هوانورد» (Create Advertising Group) | برنده     | [ ۴۷ ] [ ۴۸ ] |
| جایزه تریلر طلایی                          | ۶ اکتبر ۲۰۲۲             | بهترین مستند پشت صحنه برای یک فیلم بلند (بلندتر از ۲ دقیقه)            | «زمین به هوا» (Jamestown Productions) | نامزدشده  | [ ۴۷ ] [ ۴۸ ] |
| جوایز گرمی                                 | ۵ فوریهٔ ۲۰۲۳             | بهترین موسیقی متن تلفیقی برای رسانه تصویری                             | هارولد فالترمایر، لیدی گاگا، هانس زیمر، و لورن بالفه برای تاپ گان: ماوریک | نامزدشده  | [ ۴۹ ]        |
| جوایز گرمی                                 | ۵ فوریهٔ ۲۰۲۳             | بهترین آهنگ نوشته شده برای رسانه تصویری                                | بلادپاپ و لیدی گاگا برای «دستم را بگیر» | نامزدشده  | [ ۴۹ ]        |
| جوایز انجمن ناظران موسیقی                  | ۵ مارس ۲۰۲۳              | بهترین آهنگ نوشته شده و/یا ضبط شده برای یک فیلم                        | لیدی گاگا، بلادپاپ، و رندی اسپندلاو برای «دستم را بگیر» | نامزدشده  | [ ۵۰ ]        |
| انجمن منتقدان هالیوود                      | ۲۴ فوریه ۲۰۲۳            | بهترین تصویر                                                           | تاپ گان: ماوریک | نامزدشده  | [ ۵۱ ] [ ۵۲ ] |
| انجمن منتقدان هالیوود                      | ۲۴ فوریه ۲۰۲۳            | بهترین بازیگر مرد                                                      | تام کروز | نامزدشده  | [ ۵۱ ] [ ۵۲ ] |
| انجمن منتقدان هالیوود                      | ۲۴ فوریه ۲۰۲۳            | بهترین فیلم اکشن                                                       | تاپ گان: ماوریک | نامزدشده  | [ ۵۱ ] [ ۵۲ ] |
| انجمن منتقدان هالیوود                      | ۲۴ فوریه ۲۰۲۳            | بهترین فیلمبرداری                                                      | کلادیو میراندا | برنده     | [ ۵۱ ] [ ۵۲ ] |
| انجمن منتقدان هالیوود                      | ۲۴ فوریه ۲۰۲۳            | بهترین تدوین                                                           | ادی همیلتون | نامزدشده  | [ ۵۱ ] [ ۵۲ ] |
| انجمن منتقدان هالیوود                      | ۲۴ فوریه ۲۰۲۳            | بهترین کمپین بازاریابی                                                 | تاپ گان: ماوریک | نامزدشده  | [ ۵۱ ] [ ۵۲ ] |
| انجمن منتقدان هالیوود                      | ۲۴ فوریه ۲۰۲۳            | بهترین ترانه اصلی                                                      | لیدی گاگا برای «دستم را بگیر» | نامزدشده  | [ ۵۱ ] [ ۵۲ ] |
| انجمن منتقدان هالیوود                      | ۲۴ فوریه ۲۰۲۳            | بهترین صدا                                                             | مارک وینگارتن، جیمز اچ. ماتر، آل نلسون، کریس بردون و مارک تیلور | برنده     | [ ۵۱ ] [ ۵۲ ] |
| انجمن منتقدان هالیوود                      | ۲۴ فوریه ۲۰۲۳            | بهترین بدلکاری                                                         | تاپ گان: ماوریک | نامزدشده  | [ ۵۱ ] [ ۵۲ ] |
| انجمن منتقدان هالیوود                      | ۲۴ فوریه ۲۰۲۳            | بهترین جلوه‌های بصری                                                    | اسکات آر فیشر، رایان تودهوپ، ست هیل و برایان لیتسون | نامزدشده  | [ ۵۱ ] [ ۵۲ ] |
| انجمن منتقدان هالیوود                      | ۱ ژوئیه ۲۰۲۲             | بهترین تصویر                                                           | تاپ گان: ماوریک | نامزدشده  | [ ۵۳ ] [ ۵۴ ] |
| انجمن منتقدان هالیوود                      | ۱ ژوئیه ۲۰۲۲             | بهترین کارگردان                                                        | جوزف کوشینسکی | رتبه دوم  | [ ۵۳ ] [ ۵۴ ] |
| انجمن منتقدان هالیوود                      | ۱ ژوئیه ۲۰۲۲             | بهترین بازیگر مرد                                                      | تام کروز | رتبه دوم  | [ ۵۳ ] [ ۵۴ ] |
| انجمن منتقدان هالیوود                      | ۱ ژوئیه ۲۰۲۲             | بهترین بازیگر نقش مکمل مرد                                             | مایلز تلر | نامزدشده  | [ ۵۳ ] [ ۵۴ ] |
| جایزه موسیقی هالیوود                       | ۱۶ نوامبر ۲۰۲۲           | بهترین ترانه اصلی – فیلم                                               | لیدی گاگا و بلادپاپ برای «دستم را بگیر» | نامزدشده  | [ ۵۵ ]        |
| جایزه موسیقی هالیوود                       | ۱۶ نوامبر ۲۰۲۲           | بهترین آلبوم موسیقی متن                                                | لیدی گاگا، وان‌ریپابلیک، هارولد فالترمایر، لورن بالفه، هانس زیمر، کنی لاگینز، و مایلز تلر برای تاپ گان: ماوریک                                                                                              | نامزدشده  | [ ۵۵ ]        |
| جوایز انجمن حرفه‌ای هالیوود                 | ۱۷ نوامبر ۲۰۲۲           | درجه‌بندی رنگ برجسته - فیلم سینمایی                                     | استفان سوننفلد و آدام نازارنکو | نامزدشده  | [ ۵۶ ]        |
| جوایز انجمن حرفه‌ای هالیوود                 | ۱۷ نوامبر ۲۰۲۲           | تدوین برجسته - فیلم سینمایی                                            | ادی همیلتون | نامزدشده  | [ ۵۶ ]        |
| جامعه منتقدان فیلم هیوستون                 | ۱۸ فوریه ۲۰۲۳            | بهترین تصویر                                                           | تاپ گان: ماوریک | نامزدشده  | [ ۵۷ ] [ ۵۸ ] |
| جامعه منتقدان فیلم هیوستون                 | ۱۸ فوریه ۲۰۲۳            | بهترین بازیگر مرد                                                      | تام کروز | نامزدشده  | [ ۵۷ ] [ ۵۸ ] |
| جامعه منتقدان فیلم هیوستون                 | ۱۸ فوریه ۲۰۲۳            | بهترین ترانه اصلی                                                      | «دستم را بگیر» | نامزدشده  | [ ۵۷ ] [ ۵۸ ] |
| جامعه منتقدان فیلم هیوستون                 | ۱۸ فوریه ۲۰۲۳            | بهترین فیلمبرداری                                                      | کلادیو میراندا | برنده     | [ ۵۷ ] [ ۵۸ ] |
| جامعه منتقدان فیلم هیوستون                 | ۱۸ فوریه ۲۰۲۳            | بهترین جلوه‌های بصری                                                    | تاپ گان: ماوریک | نامزدشده  | [ ۵۷ ] [ ۵۸ ] |
| جامعه منتقدان فیلم هیوستون                 | ۱۸ فوریه ۲۰۲۳            | بهترین تیم هماهنگی بدلکاری                                             | تاپ گان: ماوریک | نامزدشده  | [ ۵۷ ] [ ۵۸ ] |
| جوایز آی‌سی‌جی                               | ۱۰ مارس ۲۰۲۳             | جایزه سینمایی ماکسول واینبرگ                                           | تاپ گان: ماوریک | برنده     | [ ۵۹ ]        |
| کامریمیج                                   | ۱۹ نوامبر ۲۰۲۲           | مسابقه اصلی (قورباغه طلایی)                                            | کلادیو میراندا | نامزدشده  | [ ۶۰ ] [ ۶۱ ] |
| کامریمیج                                   | ۱۹ نوامبر ۲۰۲۲           | جایزه مدیر جشنواره                                                     | کلادیو میراندا و جوزف کوشینسکی | برنده     | [ ۶۰ ] [ ۶۱ ] |
| جایزه آکادمی فیلم ژاپن                     | ۱۰ مارس ۲۰۲۳             | فیلم برجسته خارجی زبان                                                 | تاپ گان: ماوریک | برنده     | [ ۶۲ ]        |
| جوایز انجمن مدیران مکان                    | ۲۷ آگوست ۲۰۲۲            | مکان‌های برجسته در یک فیلم معاصر                                        | تاپ گان: ماوریک | نامزدشده  | [ ۶۳ ]        |
| حلقه منتقدان فیلم لندن                     | ۵ فوریه ۲۰۲۳             | فیلم سال                                                               | تاپ گان: ماوریک | نامزدشده  | [ ۶۴ ] [ ۶۵ ] |
| جوایز لومیر                                | ۱۰ فوریه ۲۰۲۳            | بهترین ترانه اصلی                                                      | «دستم را بگیر» | برنده     | [ ۶۶ ]        |
| جوایز لومیر                                | ۱۰ فوریه ۲۰۲۳            | بهترین صحنه یا سکانس در یک فیلم بلند                                   | تاپ گان: ماوریک | برنده     | [ ۶۶ ]        |
| جوایز راهنمای فیلم                         | ۲۶ فوریه ۲۰۲۳            | بهترین فیلم برای مخاطبان بالغ                                          | تاپ گان: ماوریک | نامزدشده  | [ ۶۷ ]        |
| جوایز راهنمای فیلم                         | ۲۶ فوریه ۲۰۲۳            | جایزه ایمان و آزادی (فیلم)                                             | تاپ گان: ماوریک | نامزدشده  | [ ۶۷ ]        |
| هیئت ملی بازبینی فیلم                      | ۸ دسامبر ۲۰۲۲            | جایزه هیئت ملی بازبینی برای بهترین فیلم                                | تاپ گان: ماوریک | برنده     | [ ۶۸ ]        |
| هیئت ملی بازبینی فیلم                      | ۸ دسامبر ۲۰۲۲            | دستاورد برجسته در فیلمبرداری                                           | کلادیو میراندا | برنده     | [ ۶۸ ]        |
| حلقه منتقدان فیلم نیویورک                  | ۲ دسامبر ۲۰۲۲            | بهترین فیلمبرداری                                                      | کلادیو میراندا | برنده     | [ ۶۹ ]        |
| جوایز آنلاین منتقدان فیلم نیویورک          | ۱۱ دسامبر ۲۰۲۲           | برترین فیلم‌های سال                                                     | تاپ گان: ماوریک | برنده     | [ ۷۰ ]        |
| جوایز برگزیده کودکان نیکلودین              | ۴ مارس ۲۰۲۳              | فیلم مورد علاقه                                                        | تاپ گان: ماوریک | نامزدشده  | [ ۷۱ ]        |
| جوایز برگزیده کودکان نیکلودین              | ۴ مارس ۲۰۲۳              | فیلم مورد علاقه                                                        | تام کروز | نامزدشده  | [ ۷۱ ]        |
| جوایز برگزیده کودکان نیکلودین              | ۴ مارس ۲۰۲۳              | آهنگ مورد علاقه                                                        | وان‌ریپابلیک برای «من نگران نیستم» | نامزدشده  | [ ۷۱ ]        |
| جامعه آنلاین منتقدان فیلم                  | ۲۳ ژانویه ۲۰۲۳           | بهترین تصویر                                                           | تاپ گان: ماوریک | نامزدشده  | [ ۷۲ ] [ ۷۳ ] |
| جامعه آنلاین منتقدان فیلم                  | ۲۳ ژانویه ۲۰۲۳           | بهترین فیلمبرداری                                                      | کلادیو میراندا | برنده     | [ ۷۲ ] [ ۷۳ ] |
| جامعه آنلاین منتقدان فیلم                  | ۲۳ ژانویه ۲۰۲۳           | بهترین تدوین                                                           | ادی همیلتون | نامزدشده  | [ ۷۲ ] [ ۷۳ ] |
| جامعه آنلاین منتقدان فیلم                  | ۲۳ ژانویه ۲۰۲۳           | بهترین جلوه‌های بصری                                                    | تاپ گان: ماوریک | نامزدشده  | [ ۷۲ ] [ ۷۳ ] |
| جامعه آنلاین منتقدان فیلم                  | ۲۳ ژانویه ۲۰۲۳           | هماهنگی بدلکاری                                                        | تاپ گان: ماوریک | برنده     | [ ۷۲ ] [ ۷۳ ] |
| جامعه آنلاین منتقدان فیلم                  | ۲۳ ژانویه ۲۰۲۳           | ۱۰ فیلم برتر سال                                                       | تاپ گان: ماوریک | برنده     | [ ۷۲ ] [ ۷۳ ] |
| جوایز برگزیده مردم                         | ۶ دسامبر ۲۰۲۲            | فیلم ۲۰۲۲                                                              | تاپ گان: ماوریک | نامزدشده  | [ ۷۴ ]        |
| جوایز برگزیده مردم                         | ۶ دسامبر ۲۰۲۲            | فیلم اکشن ۲۰۲۲                                                         | تاپ گان: ماوریک | برنده     | [ ۷۴ ]        |
| جوایز برگزیده مردم                         | ۶ دسامبر ۲۰۲۲            | ستاره مرد فیلم ۲۰۲۲                                                    | تام کروز | نامزدشده  | [ ۷۴ ]        |
| جوایز برگزیده مردم                         | ۶ دسامبر ۲۰۲۲            | ستاره مرد فیلم ۲۰۲۲                                                    | مایلز تلر | نامزدشده  | [ ۷۴ ]        |
| جوایز برگزیده مردم                         | ۶ دسامبر ۲۰۲۲            | ستاره فیلم اکشن ۲۰۲۲                                                   | تام کروز | نامزدشده  | [ ۷۴ ]        |
| جوایز برگزیده مردم                         | ۶ دسامبر ۲۰۲۲            | آهنگ ۲۰۲۲                                                              | لیدی گاگا برای «دستم را بگیر» | نامزدشده  | [ ۷۴ ]        |
| جایزه انجمن تهیه‌کنندگان آمریکا             | ۲۵ فوریه ۲۰۲۳            | جایزه انجمن تهیه‌کنندگان آمریکا برای بهترین فیلم                        | جری بروکهایمر، تام کروز، کریستوفر مک‌کوری، و دیوید الیسون | نامزدشده  | [ ۷۵ ] [ ۷۶ ] |
| انجمن منتقدان فیلم سن دیگو                 | ۶ ژانویه ۲۰۲۳            | بهترین طراحی صدا                                                       | تاپ گان: ماوریک | برنده     | [ ۷۷ ] [ ۷۸ ] |
| انجمن منتقدان فیلم سن دیگو                 | ۶ ژانویه ۲۰۲۳            | بهترین جلوه‌های بصری                                                    | تاپ گان: ماوریک | نامزدشده  | [ ۷۷ ] [ ۷۸ ] |
| حلقه منتقدان فیلم سان‌فرانسیسکو             | ۶ ژانویه ۲۰۲۳            | جایزه حلقه منتقدان فیلم منطقه خلیج سان‌فرانسیسکو برای بهترین فیلمبرداری | کلادیو میراندا | نامزدشده  | [ ۷۹ ] [ ۸۰ ] |
| حلقه منتقدان فیلم سان‌فرانسیسکو             | ۶ ژانویه ۲۰۲۳            | بهترین تدوین فیلم                                                      | ادی همیلتون | نامزدشده  | [ ۷۹ ] [ ۸۰ ] |
| جایزه ستلایت                               | ۳ مارس ۲۰۲۳              | بهترین فیلم سینمایی – درام                                             | تاپ گان: ماوریک | برنده     | [ ۸۱ ] [ ۸۲ ] |
| جایزه ستلایت                               | ۳ مارس ۲۰۲۳              | بهترین کارگردان                                                        | جوزف کوشینسکی | نامزدشده  | [ ۸۱ ] [ ۸۲ ] |
| جایزه ستلایت                               | ۳ مارس ۲۰۲۳              | بهترین بازیگر مرد در فیلم درام                                         | تام کروز | نامزدشده  | [ ۸۱ ] [ ۸۲ ] |
| جایزه ستلایت                               | ۳ مارس ۲۰۲۳              | بهترین فیلمنامه اقتباسی                                                | پیتر کریگ، ایرن کروگر، جاستین مارکس، کریستوفر مک‌کوری، و اریک وارن سینگر | نامزدشده  | [ ۸۱ ] [ ۸۲ ] |
| جایزه ستلایت                               | ۳ مارس ۲۰۲۳              | بهترین فیلمبرداری                                                      | کلادیو میراندا | برنده     | [ ۸۱ ] [ ۸۲ ] |
| جایزه ستلایت                               | ۳ مارس ۲۰۲۳              | بهترین تدوین                                                           | ادی همیلتون | نامزدشده  | [ ۸۱ ] [ ۸۲ ] |
| جایزه ستلایت                               | ۳ مارس ۲۰۲۳              | بهترین موسیقی متن                                                      | هارولد فالترمایر، لیدی گاگا، هانس زیمر، و لورن بالفه | نامزدشده  | [ ۸۱ ] [ ۸۲ ] |
| جایزه ستلایت                               | ۳ مارس ۲۰۲۳              | بهترین ترانه اصلی                                                      | لیدی گاگا و بلادپاپ برای «دستم را بگیر» | برنده     | [ ۸۱ ] [ ۸۲ ] |
| جایزه ستلایت                               | ۳ مارس ۲۰۲۳              | بهترین صدا                                                             | مارک وینگارتن، جیمز اچ. ماتر و آل نلسون | برنده     | [ ۸۱ ] [ ۸۲ ] |
| جایزه ستلایت                               | ۳ مارس ۲۰۲۳              | بهترین جلوه‌های بصری                                                    | اسکات آر فیشر، رایان تودهوپ، ست هیل و برایان لیتسون | نامزدشده  | [ ۸۱ ] [ ۸۲ ] |
| جوایز ساترن                                | ۲۵ اکتبر ۲۰۲۲            | بهترین فیلم اکشن/ماجراجویی                                             | تاپ گان: ماوریک | برنده     | [ ۸۳ ] [ ۸۴ ] |
| جوایز ساترن                                | ۲۵ اکتبر ۲۰۲۲            | بهترین بازیگر مرد در یک فیلم                                           | تام کروز | برنده     | [ ۸۳ ] [ ۸۴ ] |
| جوایز ساترن                                | ۲۵ اکتبر ۲۰۲۲            | بهترین کارگردانی فیلم                                                  | جوزف کوشینسکی | نامزدشده  | [ ۸۳ ] [ ۸۴ ] |
| جوایز ساترن                                | ۲۵ اکتبر ۲۰۲۲            | بهترین تدوین فیلم                                                      | ادی همیلتون | برنده     | [ ۸۳ ] [ ۸۴ ] |
| جوایز ساترن                                | ۲۵ اکتبر ۲۰۲۲            | بهترین جلوه‌های بصری/ویژه                                               | اسکات آر فیشر و رایان تودهوپ | نامزدشده  | [ ۸۳ ] [ ۸۴ ] |
| جوایز انجمن بازیگران فیلم                  | ۲۶ فوریه ۲۰۲۳            | اجرای برجسته توسط یک گروه بدلکاری در یک فیلم سینمایی                   | تاپ گان: ماوریک | برنده     | [ ۸۵ ]        |
| انجمن منتقدان فیلم سیاتل                   | ۱۷ ژانویه ۲۰۲۳           | بهترین تصویر                                                           | تاپ گان: ماوریک | نامزدشده  | [ ۸۶ ] [ ۸۷ ] |
| انجمن منتقدان فیلم سیاتل                   | ۱۷ ژانویه ۲۰۲۳           | بهترین کارگردان                                                        | جوزف کوشینسکی | نامزدشده  | [ ۸۶ ] [ ۸۷ ] |
| انجمن منتقدان فیلم سیاتل                   | ۱۷ ژانویه ۲۰۲۳           | بهترین بازیگر مرد در نقش اصلی                                          | تام کروز | نامزدشده  | [ ۸۶ ] [ ۸۷ ] |
| انجمن منتقدان فیلم سیاتل                   | ۱۷ ژانویه ۲۰۲۳           | بهترین بازیگران گروه                                                   | دنیز چمیان | نامزدشده  | [ ۸۶ ] [ ۸۷ ] |
| انجمن منتقدان فیلم سیاتل                   | ۱۷ ژانویه ۲۰۲۳           | بهترین رقص اکشن                                                        | تاپ گان: ماوریک | نامزدشده  | [ ۸۶ ] [ ۸۷ ] |
| انجمن منتقدان فیلم سیاتل                   | ۱۷ ژانویه ۲۰۲۳           | بهترین فیلمبرداری                                                      | کلادیو میراندا | برنده     | [ ۸۶ ] [ ۸۷ ] |
| انجمن منتقدان فیلم سیاتل                   | ۱۷ ژانویه ۲۰۲۳           | بهترین تدوین فیلم                                                      | ادی همیلتون | نامزدشده  | [ ۸۶ ] [ ۸۷ ] |
| انجمن منتقدان فیلم سیاتل                   | ۱۷ ژانویه ۲۰۲۳           | بهترین جلوه‌های بصری                                                    | اسکات آر فیشر، رایان تودهوپ، ست هیل و برایان لیتسون | نامزدشده  | [ ۸۶ ] [ ۸۷ ] |
| جوایز انجمن دکوراتورهای آمریکا             | ۱۴ فوریه ۲۰۲۳            | بهترین دستاورد در دکور/طراحی یک فیلم بلند معاصر                        | جان پاسکال و جرمی هیندل | برنده     | [ ۸۸ ] [ ۸۹ ] |
| جوایز انجمن آهنگسازان و ترانه‌سرا           | ۱۵ فوریه ۲۰۲۳            | آهنگ اصلی برجسته برای تولید رسانه‌های تصویری دراماتیک یا مستند          | لیدی گاگا و بلادپاپ برای «دستم را بگیر» | نامزدشده  | [ ۹۰ ]        |
| انجمن منتقدان فیلم سنت لوئیس               | ۱۸ دسامبر ۲۰۲۲           | بهترین فیلم اکشن                                                       | تاپ گان: ماوریک | برنده     | [ ۹۱ ] [ ۹۲ ] |
| انجمن منتقدان فیلم سنت لوئیس               | ۱۸ دسامبر ۲۰۲۲           | بهترین فیلمبرداری                                                      | کلادیو میراندا | نامزدشده  | [ ۹۱ ] [ ۹۲ ] |
| انجمن منتقدان فیلم سنت لوئیس               | ۱۸ دسامبر ۲۰۲۲           | بهترین جلوه‌های بصری                                                    | اسکات آر فیشر، رایان تودهوپ، ست هیل و برایان لیتسون | نامزدشده  | [ ۹۱ ] [ ۹۲ ] |
| انجمن منتقدان فیلم سنت لوئیس               | ۱۸ دسامبر ۲۰۲۲           | بهترین تدوین                                                           | ادی همیلتون | نامزدشده  | [ ۹۱ ] [ ۹۲ ] |
| انجمن منتقدان فیلم سنت لوئیس               | ۱۸ دسامبر ۲۰۲۲           | بهترین موسیقی متن                                                      | تاپ گان: ماوریک | نامزدشده  | [ ۹۱ ] [ ۹۲ ] |
| انجمن منتقدان فیلم سنت لوئیس               | ۱۸ دسامبر ۲۰۲۲           | بهترین صحنه                                                            | «بازدید آیس من/ماوریک» | رتبه دوم  | [ ۹۱ ] [ ۹۲ ] |
| انجمن جلوه‌های بصری                         | ۱۵ فوریه ۲۰۲۳            | جلوه‌های بصری برجسته در یک فیلم فوتورئال                                | رایان تودهوپ، پل مولز، ست هیل، برایان لیتسون و اسکات فیشر | نامزدشده  | [ ۹۳ ]        |
| انجمن جلوه‌های بصری                         | ۱۵ فوریه ۲۰۲۳            | ترکیب بندی و نورپردازی برجسته در یک فیلم بلند                          | سائول دیوید گالبیاتی، ژان فریسریک ویلو، فلیکس بی لافونتن و سینتیا رودریگز دل کاستیو | نامزدشده  | [ ۹۳ ]        |
| انجمن جلوه‌های بصری                         | ۱۵ فوریه ۲۰۲۳            | مدل برجسته در یک پروژه فوتورئال یا انیمیشن                             | کریستین پک، کلادیو لاداواک، آرام یونگ و پیتر دومینیک برای «گرومن اف-۱۴ تام‌کت» | نامزدشده  | [ ۹۳ ]        |
| انجمن منتقدان فیلم منطقه واشینگتن، دی.سی.  | ۱۲ دسامبر ۲۰۲۲           | بهترین فیلم                                                            | تاپ گان: ماوریک | نامزدشده  | [ ۹۴ ]        |
| انجمن منتقدان فیلم منطقه واشینگتن، دی.سی.  | ۱۲ دسامبر ۲۰۲۲           | جایزه انجمن منتقدان فیلم منطقه واشینگتن دی.سی. برای بهترین بازیگر مرد  | تام کروز | نامزدشده  | [ ۹۴ ]        |
| انجمن منتقدان فیلم منطقه واشینگتن، دی.سی.  | ۱۲ دسامبر ۲۰۲۲           | بهترین فیلمبرداری                                                      | کلادیو میراندا | برنده     | [ ۹۴ ]        |
| انجمن منتقدان فیلم منطقه واشینگتن، دی.سی.  | ۱۲ دسامبر ۲۰۲۲           | بهترین تدوین                                                           | ادی همیلتون | برنده     | [ ۹۴ ]        |
| جوایز موسیقی متن جهانی                     | ۲۲ اکتبر ۲۰۲۲            | بهترین ترانه اصلی نوشته شده فقط برای یک فیلم                           | بلادپاپ و لیدی گاگا برای «دستم را بگیر» | نامزدشده  | [ ۹۵ ] [ ۹۶ ] |
| جایزه انجمن نویسندگان آمریکا               | ۵ مارس ۲۰۲۳              | بهترین فیلمنامه اقتباسی                                                | ایرن کروگر، اریک وارن سینگر، و کریستوفر مک‌کوری | نامزدشده  | [ ۹۷ ]        |